# Lodovica Comello
Lodovica Comello (San Daniele del Friuli, 13 de abril de 1990) é uma cantora, compositora, dançarina, atriz e apresentadora italiana. Tornou-se reconhecida por interpretar Francesca Cauviglia, na telenovela Violetta, do Disney Channel América Latina.

## Biografia
Comello nasceu em San Daniele del Friuli, Itália, no dia 13 de abril de 1990. É filha de Anna Lizzi e Paolo Comello.  Demonstrou sua paixão pela arte, atuação e dança desde muito jovem, começando a ter aulas de violão aos 8 anos. Também frequentou o ISIS Superiore Vincenzo Manzini (uma escola pública de ensino médio em San Daniele del Friuli) onde estudou canto, dança e atuação durante atividades extracurriculares.  Durante seu tempo na escola, ela também ganhou um concurso de redação científica e uma viagem para a Áustria.

### Vida pessoal
Em 2012, Comello conheceu o produtor de televisão argentino Tomas Goldschmidt, no set de Violetta. O casal namorou por quatro anos, depois se casaram em uma pequena cerimônia civil na prefeitura de San Daniele del Friuli, Itália, em 1º de abril de 2015.
Em novembro de 2019, Comello anunciou via Instagram que ela e o marido estavam esperando seu primeiro filho. Em 16 de março de 2020 Teo Goldschmidt nasceu, em Milão. 

## Carreira

### Início de Carreira
Depois de concluir o ensino médio, em 2008, fez cursos de música na MAS (Music Arts & Show), uma escola de teatro em Milão, Itália. Ela frequentou o MAS de 2009 a 2011. Em 2009, ela foi escalada como intérprete para a turnê "Il Mondo di Patty", a versão italiana do programa infantil argentino de grande sucesso, Patito Feo. A turnê realizou shows na Itália e na Espanha. Ela também apareceu como vocalista de apoio para a seção especial de Brenda Asnicar na mesma turnê, na Itália. Comello também fez parte do grupo musical "Soul Lab", que compunha músicas autorais. Se apresentaram diversas vezes em cidades italianas e lançaram um disco, porém em 2010 o grupo chegou ao fim.

### Sucesso em Violetta
Enquanto morava em Milão e frequentava o MAS, Comello soube da realização de castings para um projeto da Disney, com atores italianos que também falassem espanhol. Ela, embora falasse pouco a língua, decorou o texto de um pequeno monólogo, e realizou a audição. Uma semana depois foi escalada para o projeto, chamado Violetta, uma telenovela da Disney Channel América Latina, como a personagem Francesca, também italiana, melhor amiga e colega de classe da protagonista (interpretada por Martina Stoessel).As filmagens da série exigiram que Comello se mudasse para Buenos Aires em meados de 2011. Uma vez escalada para a série, Comello aprendeu espanhol. Violetta estreou oficialmente em 14 de maio de 2012 na Argentina, com diferentes datas em outros países, e se tornou um sucesso mundial.
Em novembro de 2012 ela filmou a segunda temporada de Violetta em Buenos Aires e Barcelona, que estreou em 29 de abril de 2013. Comello voltou a filmar a terceira e última temporada de Violetta, que começou a produção em Buenos Aires em março de 2014 e terminou no final de novembro do mesmo ano. A terceira temporada começou a ser exibida na Argentina em 28 de julho de 2014. O final da série foi ao ar na América Latina em 6 de fevereiro de 2015. 

### Outros trabalhos
Em 2013, Comello fez a dublagem de "Britney" na versão italiana de Universidade Monstros. No mesmo ano lançou seu primeiro álbum solo Universo, em 19 de novembro de 2013 na Itália, Espanha e Argentina.
Em maio de 2014, anunciou planos de embarcar numa turnê mundial em 2015, chamada Lodovica World Tour 2015. Um site especial foi criado para permitir que os fãs votassem em várias cidades internacionais para possíveis locais de concertos da América Latina, Europa, Israel e Estados Unidos. O início da turnê se deu em 1 de fevereiro de 2015 em Roma, Itália. Comello percorreu várias cidades europeias.
Em 2015 lançou a sua autobiografia, intitulada "Tutto Il Resto Non Conta" e seu segundo álbum, Mariposa, em 3 de fevereiro.  A promoção do disco ocorreu durante a Lodovica World Tour 2015. Em setembro, Comello foi anunciado como o novo apresentador da 7ª temporada do Italia's Got Talent. No final de agosto de 2016, foi anunciada como parte do elenco da comédia italiana Poveri ma ricchi ("Pobre, mas rico" em inglês). O filme foi filmado em Roma e Milão e foi lançado nos cinemas italianos em 15 de dezembro de 2016. O papel é a estreia de Comello no cinema e o primeiro papel atuando desde a conclusão de Violetta.
Em 2017 Comello realizou duas apresentações, uma cantando o hino nacional italiano ("Inno di Mameli" ou "O Canto dos italianos") durante a final da Coppa Italia, e outra em uma performance natalina pela Sky Uno, na Piazza Duomo.
Devido ao nascimento do seu primeiro filho, em 2020, lançou o podcast "L'Asciugona", onde conta relatos da sua experiência pessoal com a gravidez. Em 2021, o podcast se transformou em um livro de grande sucesso.

### Trabalhos Humanitários
Em 2016, Lodovica foi convidada para ser madrinha da passeata LGBT Milano Pride  Já em 2017, se uniu à fundação Auxilia Italia para um show beneficente, onde seriam ajudadas crianças e famílias vítimas das consequências da guerra no Sri Lanka, que aconteceu em 2009.
Já em 2017, Comello foi uma das 33 (trinta e três) co-escritoras do livro "Every Child Is My Child - storie vere e magiche di piccola, grande felicità", que ajudaria à arrecadar fundos com a fundação Every Child Is My Child Onlus.

## Filmografia

### Teatro
| Ano  | Obra             |
| ---- | ---------------- |
| 2006 | Monty Phyton 2   |
| 2007 | Romeo & Juliets  |
| 2008 | Donne (Tu Du Du) |
| 2009 | !Ecila!          |

### Televisão
| Ficção                 | Ficção               | Ficção                                      | Ficção      |
| Ano                    | Obra                 | Personagem                                  | País        |
| ---------------------- | -------------------- | ------------------------------------------- | ----------- |
| 2012-2015              | Violetta             | Francesca Cauviglia; Fausta (3ª temporada); | Mundo       |
| 2012                   | O V-log da Francesca | Francesca Cauviglia                         | Mundo       |
| 2019                   | Extravergine         | Dafne Amoroso                               | Itália      |
| 2022-2023              | Tipi da Crociera     | Alice                                       | Itália      |
| Programas de televisão |                      |                                             |             |
| Ano                    | Obra                 | Notas                                       | País        |
| 2016                   | Un Posto Al Sole     | Ela mesma                                   | Itália      |
| 2016-2022              | Itália's Got Talent  | Apresentadora (6 Temporadas)                | Itália      |
| 2016-2017              | Singing In The Car   | Apresentadora (3 Temporadas)                | Itália      |
| 2016                   | Kid's Got Talent     | Apresentadora (1 Temporada)                 | Itália      |
| 2018/2020              | Mix & Match          | Apresentadora (2 Temporadas)                | Itália      |
| 2023                   | Live Italian         | Apresentadora                               | Reino Unido |
| 2024                   | Spose in Affari      | Apresentadora                               | Itália      |
| Jurada                 |                      |                                             |             |
| Ano                    | Obra                 | Tipo                                        | País        |
| 2016                   | Percoto Canta        | Canto                                       | Itália      |
| 2017                   | Zecchino D'Oro       | Canto                                       | Itália      |
| 2017                   | Una Canzone Per Me   | Canto                                       | Itália      |
| 2018                   | StraFactor           | Canto                                       | Itália      |
| 2019                   | Cibo a Regola D'Arte | Culinária                                   | Itália      |
| 2020                   | TIM Party            | Talentos diversos                           | Itália      |
| 2021                   | TIM Party            | Talentos diversos                           | Itália      |

### Filmes
| Filmes         | Filmes                       | Filmes             |
| Ano            | Obra                         | Personagem         |
| -------------- | ---------------------------- | ------------------ |
| 2010           | La Festa di Patty - dal Vivo | -                  |
| 2014           | Violetta - O Show            | Francesca/Lodovica |
| 2016           | Poveri ma Ricchi             | Valentina          |
| 2017           | La Principessa E L'Aquila    | Narradora          |
| 2017           | Poveri ma Ricchissimi        | Valentina          |
| Curta-metragem |                              |                    |
| Ano            | Obra                         | Notas              |
| 2023           | Mom: Magic or Mournfulness   | Diretora           |

### Rádio
| Ano         | Rádio     | Programa             | País   | Notas         |
| ----------- | --------- | -------------------- | ------ | ------------- |
| 2018 - 2021 | Radio 105 | A Me Mi Piace        | Itália | Apresentadora |
| 2025        | Radio 105 | Gli Squizzati di 105 | Itália | Apresentadora |

## Podcasts
| Ano  | Programa                        | Gênero          | Notas        | País   | Charts |
| ---- | ------------------------------- | --------------- | ------------ | ------ | ------ |
| 2020 | L'Asciugona                     | Humor/Cotidiano | 3 Temporadas | Mundo  | #1     |
| 2021 | Casa Comello                    | Entrevistas     | -            | Itália | -      |
| 2021 | Mama non mama                   | Diálogos        | Convidada    | Itália | -      |
| 2021 | Vesuviana FC                    | Diálogos        | Convidada    | Itália | -      |
| 2021 | Momenti Extra                   | Diálogos        |              | Itália | -      |
| 2022 | The BSMT                        |                 | Convidada    | Itália | -      |
| 2023 | Invito a cena con delivery      |                 | Convidada    | Itália | -      |
| 2025 | Il Podcast di Sorrisi a Sanremo |                 | Convidada    |        |        |
| 2025 | Il Podcast totalmente FVG       |                 | Convidada    |        |        |

## Discografia
| Ano  | Nome            | Notas                      |
| ---- | --------------- | -------------------------- |
| 2013 | Universo        | (CD+DVD)                   |
| 2015 | Mariposa        | (com Deluxe Version)       |
| 2016 | Non Cadiamo Mai | (single, formato especial) |

## Festivais
| Ano  | Nome do Festival                   | Notas                    |
| ---- | ---------------------------------- | ------------------------ |
| 2008 | Percoto Canta                      | -                        |
| 2008 | Il Tuo Canto Libero                | -                        |
| 2010 | Festival della Canzone Friulana    | -                        |
| 2010 | Forte Fortissimo                   | -                        |
| 2016 | Radio Bruno Estate                 | -                        |
| 2016 | World Youth Day - Live da Cracovia | Cantora e apresentadora. |
| 2017 | Festival de Sanremo                | 12° Posição              |
| 2017 | The Color Run Italia               | -                        |
| 2017 | Wind Summer Festival               | -                        |
| 2017 | Milan Music Week                   | -                        |
| 2017 | Milan Games Week                   | -                        |

## Turnês
| Ano  | Nome da Turnê                  | Notas               | Países         |
| ---- | ------------------------------ | ------------------- | -------------- |
| 2010 | Il Mondo Di Patty / Patito Feo | Corpo de bailarinos | União Europeia |
| 2011 | Antonella In Concerto          | Corpo de bailarinos | União Europeia |
| 2013 | Violetta En Vivo               | Francesca           | Mundo          |
| 2015 | Lodovica World Tour            | -                   | União Europeia |
| 2017 | Noi2 Tour                      | -                   | Itália         |

## Livros
| Ano de publicação | Título da Obra           | Tipo      | Vendas |
| ----------------- | ------------------------ | --------- | ------ |
| 2015              | Tutto Il Resto Non Conta | Biografia | #3     |
| 2017              | Every Child Is My Child  | Crônicas  | -      |
| 2021              | L'Asciugona              | Biografia | #1     |